# Mistrzostwa świata w szachach klasycznych 2004

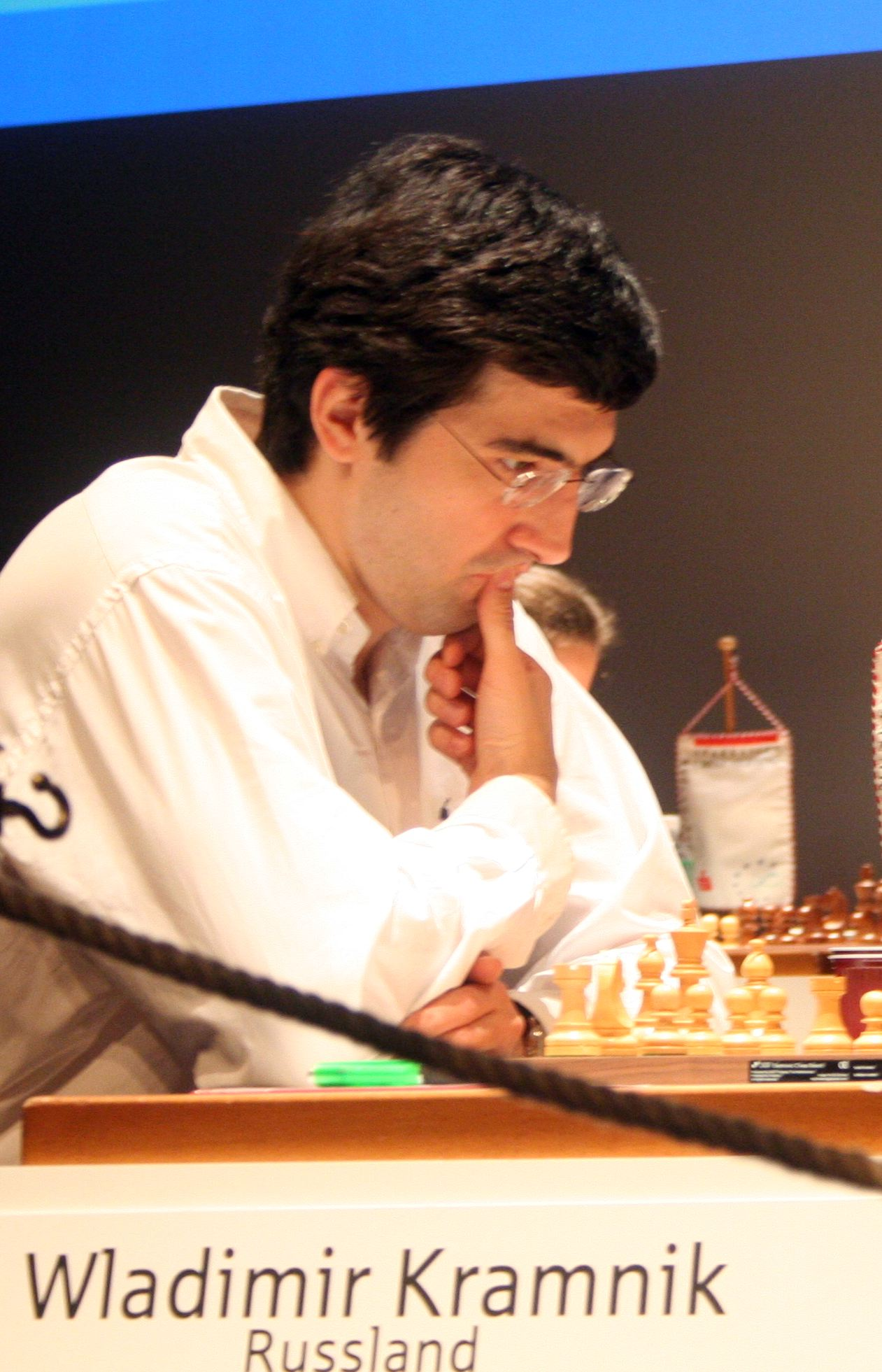
Klasyczny mistrz świata 2004, Władimir Kramnik

Mistrzostwa świata w szachach klasycznych 2004 którego finał odbył się od 25 września do 18 października 2004 roku w Brissago w Szwajcarii, pomiędzy obecnym klasycznym mistrzem świata Władimirem Kramnikiem i pretendentem Péterem Lékó.

## Tło
Odejście Garriego Kasparowa z FIDE w 1993 roku zaowocowało dwoma mistrzami świata w szachach. Był „Klasyczny” mistrz świata, tytuł, który przechodzi na gracza tylko wtedy, gdy pokona poprzedniego mistrza świata. Tytuł trzymał Kasparow, dopóki nie został pokonany przez Kramnika w Mistrzostwach świata w szachach klasycznych 2000. Był też „Oficjalny” mistrz świata FIDE, którym w czasie tego meczu był Rustam Kasimdżanow.
Podział tytułu mistrza świata doprowadził do wezwań do unifikacji tytułów. Po negocjacjach wszystkie strony zgodziły się na „Porozumienie praskie”, na mocy którego zwycięzca tego meczu („klasyczny” mistrz świata) zmierzy się ze zwycięzcą meczu pomiędzy Kasparowem a mistrzem świata FIDE, a zwycięzca zostanie mistrzem świata. Te inne mecze nigdy się nie odbyły, ale tytuły zostały później zunifikowane na Mistrzostwach świata w szachach 2006.
Turniej pretendentów odbył się w lipcu 2002 roku i wygrał go Péter Lékó. Było jednak wiele opóźnień w znalezieniu sponsora na mecz Kramnik-Leko i został on rozegrany dopiero we wrześniu i październiku 2004 roku.

## Turniej pretendentów 2002
Spotkanie szachowe Sparkassen w Dortmundzie w lipcu 2002 r. było turniejem pretendentów, który wyłonił pretendenta do tytułu Kramnika. Jednak nie wszyscy pozostali czołowi gracze byli obecni. Światowy numer 1 Garri Kasparow odrzucił zaproszenie na turniej, zamiast tego twierdząc, że zasłużył na rewanż z Kramnikiem na podstawie wyników turnieju w 2001 roku. Dwóch innych graczy z pierwszej dziesiątki — numer 3 na świecie i mistrz świata FIDE z 2000 r. Viswanathan Anand oraz numer 8 na świecie Wasyl Iwanczuk — odrzuciło zaproszenia z powodu lojalności wobec rywalizujących mistrzostw świata FIDE. Mistrz świata FIDE Rusłan Ponomariow (i numer 7 na świecie) również nie brał udziału. Poza tymi czterema zawodnikami i Kramnikiem rywalizowało 7 najwyżej rankingowo zawodników świata oraz Christopher Lutz (44. miejsce na świecie w zestawieniu ze stycznia 2002 r.) jako zawodnik gospodarzy.
Lékó wygrał turniej pretendentów:
|   |                  | Ranking | 1   | 2   | 3   | 4   | Razem |
| - | ---------------- | ------- | --- | --- | --- | --- | ----- |
| 1 | Aleksiej Szyrow  | 2697    | -   | ½ ½ | 1 ½ | 1 ½ | 4     |
| 2 | Weselin Topałow  | 2745    | ½ ½ | -   | ½ 1 | ½ 1 | 4     |
| 3 | Boris Gelfand    | 2710    | 0 ½ | ½ 0 | -   | 1 ½ | 2½    |
| 4 | Christopher Lutz | 2655    | 0 ½ | ½ 0 | 0 ½ | -   | 1½    |
Szyrow wygrał 2-partyjną dogrywkę 1½-½, aby zostać skasyfikowanym w grupie przez Topałowem.
|   |                       | Ranking | 1   | 2   | 3   | 4   | Razem |
| - | --------------------- | ------- | --- | --- | --- | --- | ----- |
| 1 | Jewgienij Bariejew    | 2726    | -   | 1 0 | ½ ½ | 1 1 | 4     |
| 2 | Péter Lékó            | 2722    | 0 1 | -   | ½ 1 | ½ ½ | 3½    |
| 3 | Michael Adams         | 2752    | ½ ½ | ½ 0 | -   | ½ ½ | 2½    |
| 4 | Aleksandr Moroziewicz | 2716    | 0 0 | ½ ½ | ½ ½ | -   | 2     |
Dwóch najlepszych z każdej grupy awansowało do fazy pucharowej, w której rozegrano mini-mecze (najlepszy z 4), z 2-partyjną dogrywką w szachach szybkich w przypadku remisu.
|  |                    |                    |                 |                 |    |            |            |       |
|  | Półfinały          | Półfinały          | Półfinały       |                 |    | Finał      | Finał      | Finał |
|  | Półfinały          | Półfinały          | Półfinały       |                 |    | Finał      | Finał      | Finał |
|  |                    |                    |                 |                 |    |            |            |       |
|  |                    |                    |                 |                 |    |            |            |       |
|  | Péter Lékó         | Péter Lékó         | 2½              |                 |    |            |            |       |
|  | Péter Lékó         | Péter Lékó         | 2½              |                 |    |            |            |       |
|  | Aleksiej Szyrow    | Aleksiej Szyrow    | ½               |                 |    |            |            |       |
|  | Aleksiej Szyrow    | Aleksiej Szyrow    | ½               |                 |    | Péter Lékó | Péter Lékó | 2½    |
|  |                    |                    |                 |                 |    | Péter Lékó | Péter Lékó | 2½    |
|  |                    |                    | Weselin Topałow | Weselin Topałow | 1½ |            |            |       |
|  | Weselin Topałow    | Weselin Topałow    | Weselin Topałow | Weselin Topałow | 1½ | 3½         |            |       |
|  | Weselin Topałow    | Weselin Topałow    |                 |                 |    |            |            |       |
|  | Jewgienij Bariejew | Jewgienij Bariejew | 2½              |                 |    |            |            |       |
|  | Jewgienij Bariejew | Jewgienij Bariejew | 2½              |                 |    |            |            |       |
|  |                    |                    |                 |                 |    |            |            |       |

Topałow–Bariejew zremisowali 2–2; Topałow wygrał dogrywkę w szachach szybkich 1½–½.

## Mecz o mistrzostwo świata
Regulamin przewidywał rozegranie 14 partii. Mecz mógł się skończyć wcześniej jeżeli jeden z zawodników zdobędzie 7½ lub 8 punktów. Obaj zawodnicy zdobyli po 14 partiach 7 punktów, więc zgodnie z regulaminem klasycznym mistrzem świata pozostał Kramnik.
|                  | Ranking | 1 | 2 | 3 | 4 | 5 | 6 | 7 | 8 | 9 | 10 | 11 | 12 | 13 | 14 | Razem |
| ---------------- | ------- | - | - | - | - | - | - | - | - | - | -- | -- | -- | -- | -- | ----- |
| Péter Lékó       | 2741    | 0 | ½ | ½ | ½ | 1 | ½ | ½ | 1 | ½ | ½  | ½  | ½  | ½  | 0  | 7     |
| Władimir Kramnik | 2770    | 1 | ½ | ½ | ½ | 0 | ½ | ½ | 0 | ½ | ½  | ½  | ½  | ½  | 1  | 7     |

## Przegląd najważniejszych wydarzeń
- Parta 1 – jako czarne, Kramnik poświęca swojego hetmana za wieżę i gońca, aw końcówce pokonuje Lékó, aby objąć prowadzenie[10].
- Parta 5 – Lékó, jako białe, ma końcówke z pionkiem więcej i z pewnymi szansami na wygraną i pokonuje Kramnika, aby wygrać i wyrównać mecz[11].
- Parta 8 – Lékó, jako czarne w Ataku Marshalla, wchodzi w linię przygotowaną przez zespół Kramnika i znajduje obalenie nad szachownicą, aby objąć jednopunktowe prowadzenie. Chessbase napisał: „Dzisiejszy ósmy mecz odpowiedział na wiele pytań. Czy Lékó ma to, czego potrzeba, aby pokonać Kramnika w meczu? Czy przygotowanie Kramnika jest po prostu nie do pokonania? Dlaczego wielu czołowych graczy nie pozwala na Gambit Marshalla białymi? (To znaczy „tak”, „nie” i „ponieważ bez względu na to, jak dobrze jesteś przygotowany, możesz zginąć”.)[12].
- Parta 12 – Lékó przechodzi do obrony Caro-Kann. Kramnik ma szanse na wygraną, ale Lékó dobrze się broni, a ponieważ obu graczom brakuje czasu, Lékó oferuje remis w ruchu 34[13].
- Parta 13 – Kramnik gra Benoni, niespodziewanie próbując wygrać z czarnymi, ale gra jest remisowa[14]. Kramnik musi teraz wygrać finałową partię.
- Parta 14 – Kramnik wygrywa ostatnią partię, aby zremisować mecz i zachować tytuł[15][16].